# Đồng hồ đo nước

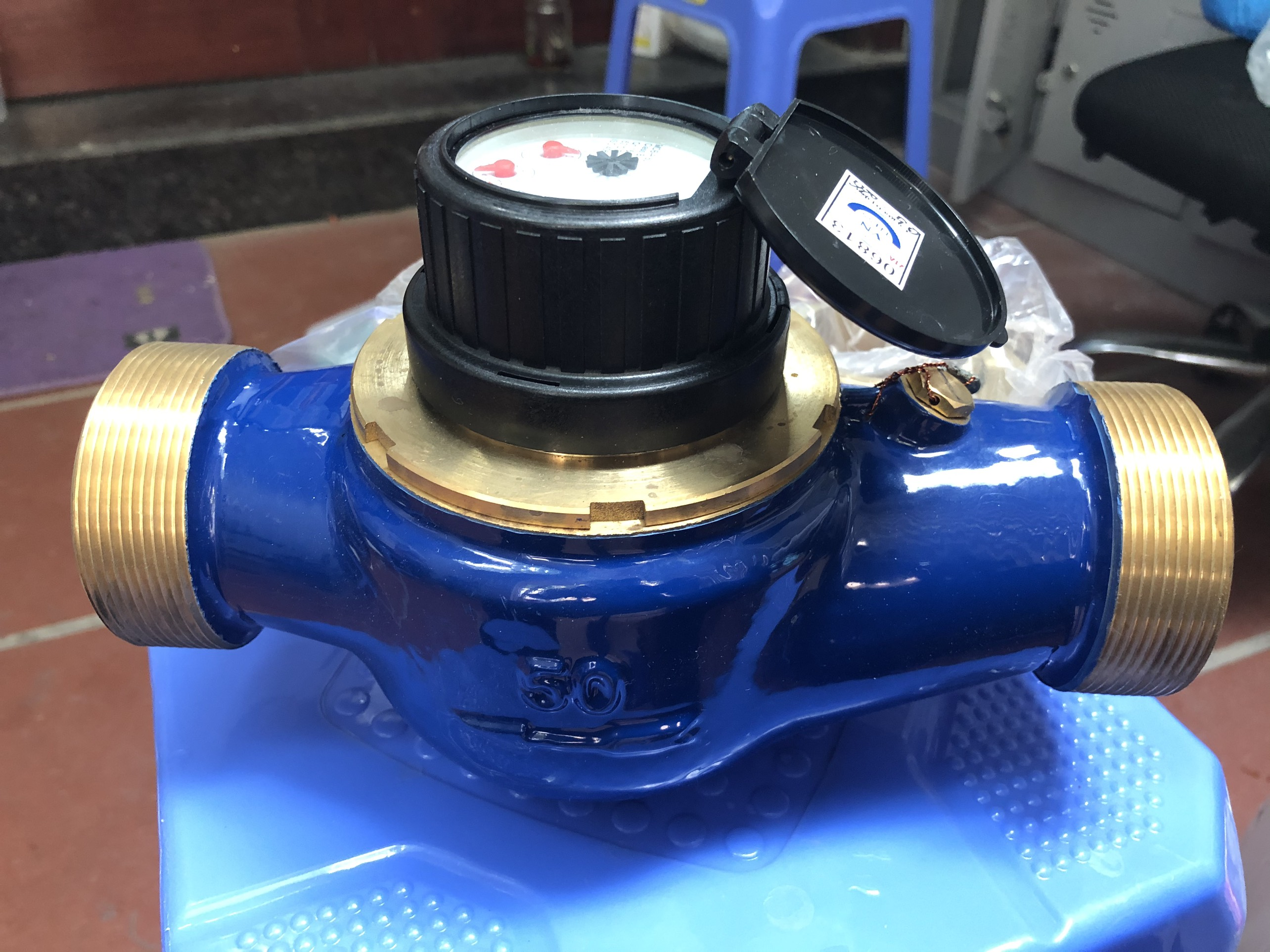
Đồng hồ đo lưu lượng nước lắp ren kích thước nhỏ

Đồng hồ nước có tên gọi đầy đủ là "đồng hồ đo lưu lượng nước", tiếng anh là "Water meter" là một thiết bị cơ học hoặc điện tử sử dụng để đo đạc khối lượng nước chảy qua trong một thời gian nhất định. Từ đó chúng ta lấy kết quả đo này sử dụng cho các mục đích khác nhau. Đồng hồ nước có cấu tạo gồm hai phần chính là phần thực hiện phép đo và phần hiển thị kết quả đo (Mặt đồng hồ).
Ví dụ: Chúng ta sử dụng đồng hồ nước để đo khối lượng nước sinh hoạt hàng ngày, hằng tháng từ đó tính ra tiền để trả cho các nhà máy, các đơn vị bán nước cho chúng ta sử dụng.
Phần lớn đơn vị tính thể tích đươc hiển thị trên mặt đồng hồ đo lưu lượng nước thường là mét khối (m 3) hoặc lít, cũng có một số quốc gia sử dụng đơn vị đo là feet khối (ft.3) hoặc gallon.

## Lịch sử phát triển của đồng hồ đo nước
Manh mối đầu tiên của đồng hồ đo nước không rõ ràng nhưng có thể được bắt nguồn từ thời Ai Cập cổ đại, nơi thủy lợi là một vấn để quan trọng.
Lý dó ra đời của đồng hồ đo nước là nhu cầu tính phí sử dụng nước của người dung. Đồng hồ đo nước được thương mại hóa có thể được bắt nguồn từ khoảng năm 1820. Sau đó, vào cuối thế kỷ 19, thiết bị này trở nên quan trọng cho các mục đích công nghiệp và trong đời sống.
Năm 1790, Reinhard Woltman, người Đức, đã sử dụng quạt nhiều cánh để đo không khí và nước đang chảy. Đây là tiền thân của đồng hồ đo nước tuabin Woltman.

Cấu tạo đồng hồ đo nước của Frager năm 1882

Năm 1850, Werner von Siemen đã thiết kế đồng hồ Woltman để ứng dụng trong đường ống dẫn kín.
Năm 1960 đồng hồ Woltman với trục quay rôto thẳng đứng được sản xuất.
Tuyên bố đầu tiên về việc sản xuất đồng hồ nước ở Hoa Kỳ được đưa ra bởi Henry Worthington năm vào 1857. Những thiết kế ban đầu này thuộc về loại piston dựa trên thiết kế động cơ hơi nước.
Từ năm 1950 đến nay, đã có tiến bộ nhanh chóng trong các đổi mới đo lường lưu lượng, và hầu hết các  kỹ thuật đo lường quan trọng đã xuất hiện. Bao gồm đồng hồ đo nước dạng điện từ, dạng tua bin, dạng thể tích, dạng siêu âm và dạng cảm biến lưu lượng Coriolis

## Các loại đồng hồ đo nước

### Đồng hồ đo nước dạng tốc độ
Sử dụng một tuabin cánh quạt, dựa trên nguyên lý đếm số vòng quay của tuabin để tính khối lượng nước chảy qua. Loại đồng hồ nước thường được sử dụng cho môi trường nước sạch không có tạp chất.

### Đồng hồ đo nước dạng đo thể tích
Sử dụng một buồng đong với thể tích đã xác định trước, và cơ cấu truyền động theo nguyên lý lần lượt nạp đầy nước vào buồng đong và sau đó xả hết, đồng hồ tính thể tích dòng chảy bằng tổng số các thể tích đã chảy qua đồng hồ.

### Đồng hồ đo nước dạng cảm biến điện từ

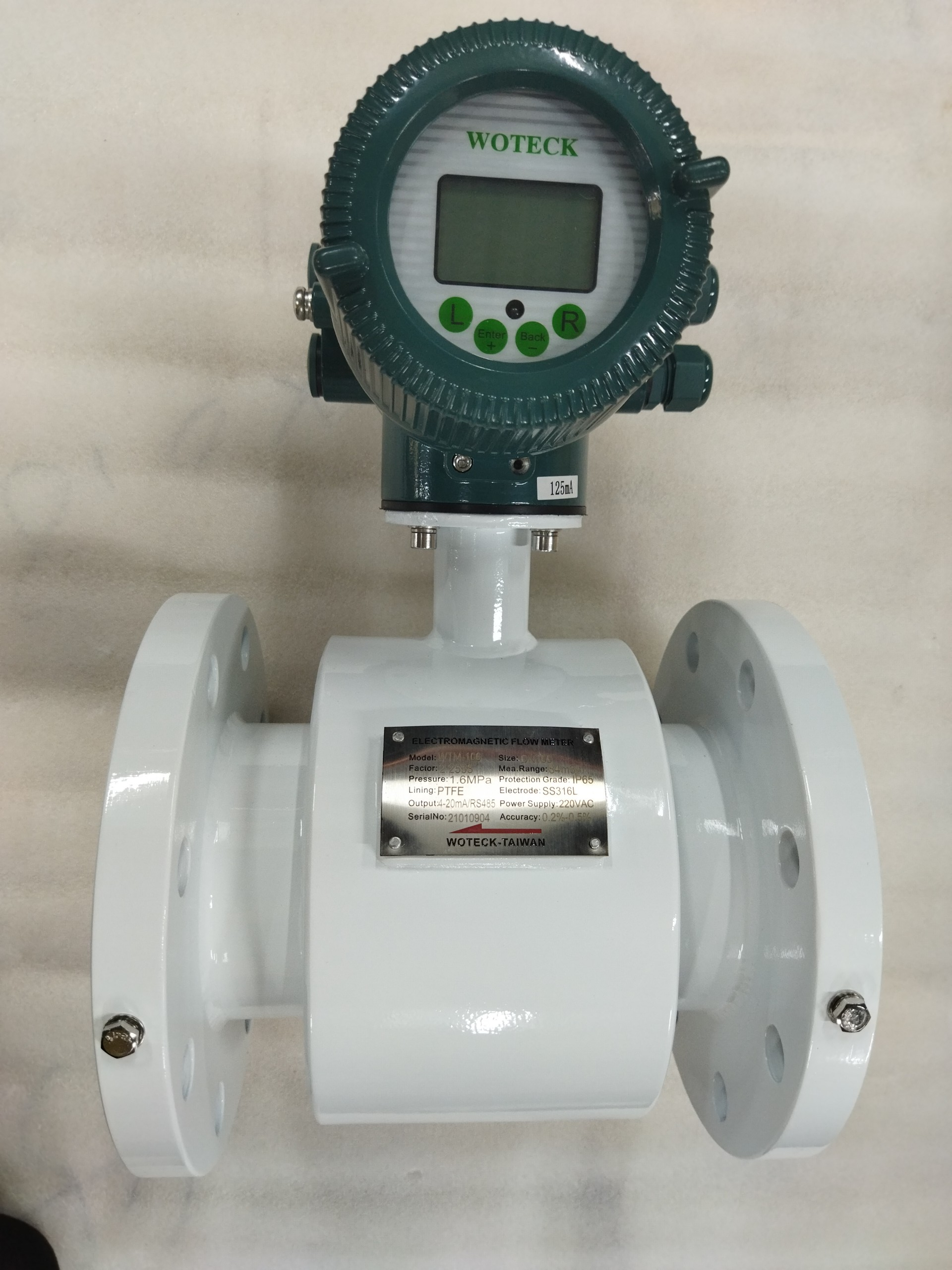
Đồng hồ đo nước sử dụng cảm biến điện từ

Loại này hoạt động dựa vào định luật điện từ Faraday và được dùng để đo dòng chảy của chất lỏng có tính dẫn điện. Hai cuộn dây điện từ để tạo ra từ trường (B) đủ mạnh cắt ngang mặt ống dẫn chất lỏng. Theo định luật Faraday, khi chất lỏng chảy qua đường ống sẽ sinh ra một điện áp cảm ứng. Điện áp này được lấy ra bởi hai điện cực đặt ngang đường ống. Tốc độ của dòng chảy tỷ lệ trực tiếp với biên độ điện áp cảm ứng đo được.

### Đồng hồ đo nước sử dụng cảm biến lưu lượng Coriolis
Loại này sử dụng hai ống dẫn chất lỏng chảy qua được cho dao động ở tần số cộng hưởng đặc biệt bởi từ trường mạnh bên ngoài. Khi chất lỏng bắt đầu chảy qua các ống dẫn chất lỏng, nó tạo ra lực Coriolis. Dao động rung của các ống dẫn cùng với chuyển động thẳng của chất lỏng, tạo ra hiện tượng xoắn trên các ống dẫn này.
Hiện tượng xoắn này là do tác động của lực Coriolis ở hướng đối nghịch với hướng bên kia của các ống dẫn và sự cản trở của chất lỏng chảy trong ống dẫn đến phương chuyển động thẳng đứng.
Các sensor điện cực đặt cả phía dòng chảy vào (Inlet pickoff) và phía dòng chảy ra trên thành ống để xác định sai lệch thời gian về sự dịch pha (Δt) của tín hiệu vào (Inlet pickoff signal) và tín hiệu ra (Outlet pickup signal). Sự dịch pha này (Δt) được dùng để xác định trực tiếp lưu tốc khối lượng dòng chảy qua ống.

### Đồng hồ đo nước sử dụng sóng siêu âm
Đồng hồ đo nước loại này sử cảm biến siêu âm, bao gồm bộ phát và bộ thu. Bộ phát thực hiện lan truyền sóng siêu âm với tần số f1=0.5-10 MHz vào trong chất lỏng với vận tốc là v. Giả sử rằng hạt vật chất hoặc các bọt trong chất lỏng di chuyển với cùng vận tốc.
Những hạt vật chất này phản xạ sóng lan truyền đến bộ thu với một tần số f2. Sai lệch giữa tần số phát ra và tần số thu về của sóng cao tần được dùng để đo vận tốc dòng chảy.

### Đồng hồ đo nước sử dụng chênh áp
Đồng hồ nước loại này hoạt động dựa vào nguyên lý Bernoulli. Tức là sự chênh lệch áp suất xảy ra tại chỗ thắt ngẫu nhiên nào đó trên hướng dòng chảy chảy, dựa vào sự chênh áp suất này để tính toán ra vận tốc dòng chảy.